# Мохоновка (Стародубский район)
Мохоновка — село в Стародубском муниципальном округе Брянской области.

## География
Находится в западной части Брянской области на расстоянии приблизительно 7км по прямой на северо-запад от районного центра города Стародуб.

## История
В XVII-XVIII веках входило в 1-ю полковую сотню Стародубского полка. В XVIII веке во владении Данченков. Известно, что в 1798 году в селе уже существовала Николаевская церковь, в 1906 году в селе была возведена новая церковь. В советское время работали колхозы "Красный хлебороб" и "Заря". В 1859 году здесь (село Стародубского уезда Черниговской губернии) было учтено 29 дворов, в 1892 – 52. До 2019 года входило в состав Мохоновского сельского поселения как административный центр, с 2019 по 2021 в состав Запольскохалеевичского сельского поселения Стародубского района до их упразднения.

## Население
Численность населения: 216 человек (1859 год), 267 (1892), 194 человек в 2002 году (русские 98 %), 194 в 2010.